# Lenin (rompighiaccio atomico)

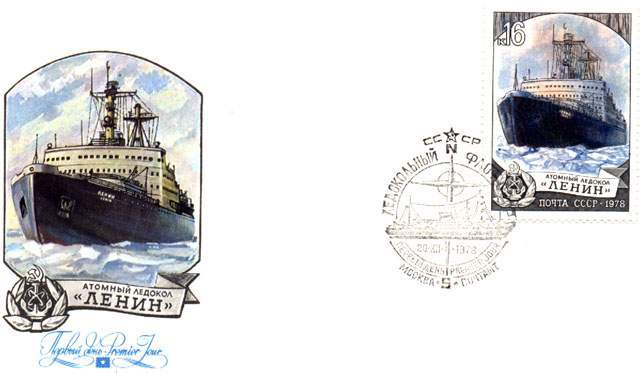
Cartolina postale raffigurante il Lenin

Il rompighiaccio Lenin (progetto 92M secondo la classificazione russa) fu la prima unità di superficie a propulsione nucleare al mondo, nonché la prima nave civile con questo tipo di propulsione. Posta in riserva nel 1989 dopo ben 30 anni di servizio, ora è stata trasformata in nave museo.

## Tecnica
La grande innovazione tecnica di questa unità era sicuramente la propulsione: infatti, era la prima volta che per un'unità di superficie civile veniva utilizzato il nucleare. Inizialmente, il Lenin montava tre reattori OK-150 da 90 MW l'uno, ma evidentemente questi presentavano alcuni problemi di messa a punto, perché si verificarono ben due incidenti.
Il primo si ebbe nel febbraio 1965, quando si verificò un'avaria all'impianto di raffreddamento con perdita di refrigerante. Per riparare i danni (e per rimuovere il refrigerante dal reattore numero 2) furono necessari ben due anni. Il rompighiaccio riprese il mare nel 1967, ma poco dopo si verificò un'altra rottura, sempre riguardante il sistema di raffreddamento. In questo caso, si decise di sostituire completamente i tre reattori imbarcati con altri due, più nuovi, che avevano una potenza nominale che era quasi doppia degli OK-150. Questi erano una nuova versione, gli OK-900, che avevano una potenza da 171 MW. Questi propulsori sarebbero in seguito stati imbarcati sulla grande maggioranza delle unità atomiche di superficie sovietiche (in particolare, furono montati anche sui classe Kirov ed i classe Arktika).
Entrambi gli incidenti furono tenuti segreti dalle autorità sovietiche. Si ebbe notizia dei particolari di questi solo dopo la caduta del comunismo.

## Il servizio
Il rompighiaccio a propulsione nucleare Lenin venne varato nel 1957 ed entrò in servizio operativo nel 1959. Nel 1989, dopo circa 25 anni di servizio attivo (oltre a cinque passati in riparazione), a causa delle pessime condizioni dello scafo (ormai troppo danneggiato per via della continua frizione sul ghiaccio), il Lenin venne radiato dal servizio attivo. Venne quindi ormeggiato ad Atomflot, la base dei rompighiaccio atomici. Iniziarono poi i lavori per la conversione in nave museo, ultimati solo nel 2005, a causa di problemi economici.